# Scott Mechlowicz
Scott David Mechlowicz (New York, 17 gennaio 1981) è un attore statunitense.
Ha iniziato la sua carriera cinematografica nel 2003, ed è principalmente conosciuto per aver preso parte con successo alla commedia americana EuroTrip, al film drammatico Mean Creek e a La forza del campione.

## Biografia
Mechlowicz è nato a New York da una famiglia ebraica, da lui stesso descritta come "molto unita", figlio di Morris Mechlowicz e di Susan Lehrman, una terapeuta respiratoria. È cresciuto a Plano, in Texas, dove ha conosciuto la fidanzata Heather Weeks. Si è diplomato alla Plano Senior High School nel 1999 e ha frequentato la University of Texas at Austin per un semestre. Mechlowicz successivamente si è trasferito a Los Angeles, dove ha studiato presso la prestigiosa UCLA e dove si è laureato nel 2003 con lode nel Conservatory Acting Programs.

Dopo essere apparso nel 2003 in un cortometraggio, Neverland, Mechlowicz ha fatto il suo debutto cinematografico nel 2003 nel film Neverland. L'anno seguente fu protagonista della sboccata commedia adolescenziale Eurotrip, che uscì il 20 febbraio 2004 e ricevette diverse critiche. Lo stesso anno, ha avuto un ruolo nel film indipendente Mean Creek, che è stato girato nel 2003 ma non uscì prima del 20 agosto 2004. Nel film, che è un nero dramma giovanile, Mechlowicz ha interpretato il più grande in un gruppo di giovani. Il film ha ricevuto una critica positiva. Mechlowicz inoltre ha ricevuto un premio Independent Spirit Award per la sua interpretazione in Mean Creek. Nel 2004 ha fatto una breve comparsata nel video nel singolo di Gavin Degraw I Don't Want to Be, nel quale riveste i panni di un calciatore nell'angolo del campo. Nel 2004, Mechlowicz ha recitato come guest star in un episodio della serie televisiva americana Dr. House - Medical Division.
Uno dei ruoli più recenti di Mechlowicz è nel film drammatico La forza del campione (basato sul libro Way of the Peaceful Warrior), nel quale riveste il ruolo dell'atleta Dan Millman, basato sull'autore del libro. Ha preso parte anche al thriller Gone - Passaggio per l'inferno, girato nel 2005 e uscito nelle sale nel 2007.

## Filmografia

### Cinema
- Neverland, regia di Damion Dietz (2003)
- Mean Creek, regia di Jacob Estes (2004)
- EuroTrip, regia di Jeff Schaffer, Alec Berg e David Mandel (2004)
- La forza del campione (Peaceful Warrior), regia di Victor Salva (2006)
- Gone - Passaggio per l'inferno (Gone), regia di Ringan Ledwidge (2006)
- Waiting for Forever, regia di James Keach (2010)
- Undocumented, regia di Chris Peckover (2010)
- Cat Run, regia di John Stockwell (2011)
- Urla silenziose (Eden), regia di Megan Griffiths (2012)
- Cat Run 2, regia di John Stockwell (2014)
- Demonic, regia di Will Canon (2015)
- Mindhack: #savetheworld, regia di Royce Gorsuch (2017)

### Televisione
- Il tempo della nostra vita (Days of Our Lives) – serie TV, 2 episodi (2002)
- Dr. House - Medical Division (House M.D.) – serie TV, 1 episodio (2004)

## Doppiatori italiani
- David Chevalier in Mean Creek, EuroTrip
- Fabrizio De Flaviis in La forza del campione